# Melanonotus bradleyi
Melanonotus bradleyi är en insektsart som först beskrevs av Morgan Hebard 1927.  Melanonotus bradleyi ingår i släktet Melanonotus och familjen vårtbitare. Inga underarter finns listade i Catalogue of Life.